# Fondation des hautes études Comfanorte
L’université FESC (officiellement espagnole Fundación de Estudios Superiores Comfanorte, traduite par «Fondation des Hautes Études Comfanorte») communément appelé FESC, est une université colombienne sous la forme juridique de la fondation. Le 23 août 1995, elle a commencé ses études dans la ville de Cúcuta, dans le département du Norte de Santander.
L’institution dispose de 8 programmes d’études, de 44 programmes de diplômes, de 2 spécialisations et de 7 mastères pour un total de 61 pick-dream programmes universitaires, ainsi que de nombreux groupes de recherche,.
L’université accueille la seule faculté de design graphique professionnelle de la région, plusieurs groupes de recherche et un campus moderne pour les activités académiques de ses étudiants. Il existe également différents arrangements institutionnels avec les établissements d’enseignement supérieur et les universités nationales. Il existe également plusieurs accords interinstitutionnels avec des universités au Mexique, en Argentine, aux Pays-Bas, en Espagne, au Brésil, en Chine et dans d’autres pays,,,,,.

## Histoire
La FESC a été créée le 23 août 1995 par le groupe de gestion du Fonds familial septentrional de Santander Comfanorte pour apporter une plus grande valeur ajoutée aux bénéficiaires. La résolution 04172 du ministère de l’éducation nationale sur l’ICFES a autorisé la FESC à entreprendre des activités de formation.

## Facultés
Undergraduate
| Faculté                              | Programme |
| ------------------------------------ | --- |
| Faculté des sciences administratives | Gestion financière Logistique d’entreprise Tourisme et gestion hôtelière Gestion internationale des entreprises |
| Faculté d’art et de design           | Design graphique Design de mode                                                                                 |
| faculté d’ingénierie                 | Concepteurs de logiciels Technique de réseau                                                                    |

Postgraduate
| Grade académique      | Zone |
| --------------------- | --- |
| Programme de diplômes | Voir Programme de diplômes |
| Spécialisation        | Gestion des soins de santé Gestion de l’éducation |
| Mastères              | Pédagogie Gestion des affaires Affaires internationales Global Marketing Gestion des systèmes d’information et projets technologiques Gestion de la formation virtuelle Projets de développement durable |

Programmes techniques et technologiques
| techniques | technologiques |
| --- | --- |
| Activités touristiques Fabrication graphique Installation de réseau Opérations logistiques Procédures comptables Marketing Procédures douanières Conception de mode | Services touristiques et hôteliers Conception publicitaire Gestion de réseau Logistique d’entreprise Direction internationale Gestion financière Gestion internationale du commerce Gestion de la mode |